# Enrique Sieburger junior
Enrique Adolfo Sieburger Lammerhirt junior (* 10. Mai 1924 in Vicente López; † 23. Januar 1990 in Zárate) war ein argentinischer Segler.

## Erfolge
Enrique Sieburger nahm zweimal an Olympischen Spielen teil. Bei den Olympischen Spielen 1948 in London war er Crewmitglied des argentinischen Bootes Djinn in der 6-Meter-Klasse, dessen Skipper sein Vater Enrique Sieburger senior war. Mit 5120 Punkten gewannen Sieburger senior und seine Crew, zu denen neben Enrique junior noch Emilio Homps, Rodolfo Rivademar, Rufino Rodríguez de la Torre und Enrique juniors Onkel Julio Sieburger gehörten, hinter den US-amerikanischen Olympiasiegern um Skipper Herman Whiton und vor dem von Tore Holm angeführten schwedischen Boot die Silbermedaille. 1960 verpasste Sieburger in der 5,5-Meter-Klasse in Rom als Vierter einen weiteren Medaillengewinn. Dabei bildete er zusammen mit seinem Bruder Carlos und seinem Cousin Roberto eine Segelcrew, mit Roberto als Skipper.
Seine Schwester heiratete den argentinischen Segler Jorge del Río Salas, der 1960 im Drachen olympisches Silber gewann.